# Okenia aspersa
Okenia aspersa is een slakkensoort uit de familie van de plooislakken (Goniodorididae). De wetenschappelijke naam van de soort werd in 1845 voor het eerst geldig gepubliceerd door Alder & Hancock.

## Beschrijving
Het lichaam van deze zeenaaktslak is crème van kleur en is bedekt met geel/oranje en bruine spikkels. Er zijn twee paar lange, dunne, naar voren gerichte uitsteeksels die aan de rinoforen voorafgaan. Er zijn twee rijen vingerachtige uitsteeksels tussen de rinoforen en de kieuwen, en tot vier paar kortere uitsteeksels rond de kieuwen. De lange rinoforen zijn gelamelleerd. Okenia aspersa kan een lengte van 22 mm bereiken. Okenia pulchella blijkt een variëteit van deze soort te zijn.

## Ecologie
Dit dier voedt zich met de zakpijp Molgula occulta en mogelijk ook met andere zakpijpen zoals Ascidiella spp. Molgula occulta leeft begraven onder het oppervlak van modderig zand en de naaktslak kan zich volledig in deze zakpijp graven. De eiersnoer bestaat uit een spiraal als een veer, aan één uiteinde bevestigd aan het substraat.

## Verspreiding
Okenia aspersa werd voor het eerst beschreven vanuit het Engelse Cullercoats aan de Noordzee. Het verspreidingsgebied loopt van Noorwegen in het noorden tot bassin d'Arcachon, Frankrijk, in het zuiden. Deze soort wordt ook op grote schaal gemeld in Groot-Brittannië en Ierland.